# عبد الكريم بن مالك الجزري
عبد الكريم بن مالك أبو سعيد الجزري الحراني، تابعي ومحدث مولى بني أمية، مولى محمد بن مروان بن الحكم بن أبي العاص، وأصله من بلد إصطخر. رأى أنس بن مالك ، وعداده في صغار التابعين. توفي سنة سبع وعشرين ومائة.

## روايته للحديث النبوي
- حدث عن: سعيد بن المسيب، وطاووس ، وسعيد بن جبير، ومجاهد بن جبير، وعكرمة، وعدة.
- حدث عنه: ابن جريج، وشعبة، ومعمر، وفرات القزاز، وسفيان الثوري، ومالك بن أنس، وسفيان بن عيينة، وآخرون سواهم.

## مكانته عند علماء الحديث
- قال أبو جعفر الطحاوي: مقبول في الرواية.
- وقال أبو حاتم الرازي: ثقة.
- وقال أبو زرعة الرازي: ثقة.
- وقال أبو عيسى الترمذي: ثقة.
- وقال أحمد بن حنبل: ثقة ثبت.
- وقال أحمد بن شعيب النسائي: ثقة.
- وقال أحمد بن صالح الجيلي: ثقة.
- وقال ابن حجر العسقلاني: أحد الأثبات وثقه الأئمة، واحتج به الجماعة.
- وقال ابن عبد البر الأندلسي: ثقة مأمون، محدث، كثير الحديث.
- وقال سفيان بن عيينة: ثقة رضي.
- وقال علي بن المديني: ثقة.
- وقال محمد بن سعد كاتب الواقدي: ثقة.
- وقال محمد بن عبد الله بن نمير: ثقة.
- وقال يحيى بن معين: ثقة، ومرة: ضعيف.[2]